# Pseudecheneis paviei
Pseudecheneis paviei is een straalvinnige vissensoort uit de familie van de zuigmeervallen (Sisoridae). De wetenschappelijke naam van de soort is voor het eerst geldig gepubliceerd in 1892 door Vaillant.